# Aleksandr Razborov
Aleksandr Aleksandrovič Razborov (Belovo, 16 febbraio 1963) è un matematico russo.
È professore presso l'Università di Chicago.

## Ricerca
Nel suo lavoro più noto, insieme a Steven Rudich, ha introdotto la nozione di dimostrazioni naturali, una classe di strategie utilizzate per dimostrare i limiti inferiori fondamentali nella complessità computazionale. In particolare, Razborov e Rudich hanno mostrato che, assumendo che esistano certi tipi di funzioni unidirezionali, tali dimostrazioni non possono dare una risoluzione del problema P = NP, quindi saranno necessarie nuove tecniche per risolvere questo problema.

## Premi
- Premio Nevanlinna (1990) per aver introdotto il "metodo di approssimazione" nel dimostrare i limiti inferiori del circuito booleano di alcuni problemi algoritmici essenziali,[1]
- Docente di Erdős, Università Ebraica di Gerusalemme, 1998.
- Membro corrispondente dell'Accademia delle scienze russa (2000)[2][3]
- Premio David P. Robbins per l'articolo "Sulla densità minima dei triangoli nei grafici" (Combinatorics, Probability and Computing 17 (2008), n. 4, 603–618), e per aver introdotto un nuovo potente metodo, flag algebras, per risolvere problemi di combinatoria estrema
- Premio Gödel (2007, con Steven Rudich) per il documento "Natural Proofs".[4][5]
- Illustre professore di servizio (2008) presso il Dipartimento di Informatica, Università di Chicago.
- Membro dell'American Academy of Arts and Sciences (AAAS) (2020).[6]